# Попенко Василь Павлович
Попе́нко Василь Павлович (15 липня 1934, с. Дорогобуж, Гощанського району Рівненської області — 2 березня 2008, м. Дубровиця Рівненської області) — український поет, публіцист, краєзнавець, педагог.

## Біографія
Член Національної спілки журналістів і Всеукраїнської спілки краєзнавців.
Закінчив Рясниківську семирічну школу і Костопільське педагогічне училище (1954 р.). Працював учителем, завучем, директором у школах Дубровицького району. В 1961 р. заочно закінчив Рівненський державний педагогічний інститут.
У 1964 — 1986 роках — на партійній роботі.
У 1986 — 2002 — директор Дубровицької середньої школи № 2.
Очолював районну організацію Національної спілки краєзнавців.

## Книги
- Дубровиця (1986) (історико-краєзнавчий нарис),
- З доріг і виріїв (1994),
- Дорогобуж (1997)

(збірки поезії і прози).